# إم 4 شيرمان
إم 4 شيرمان (بالإنجليزية: M4 Sherman)‏ دبابة أمريكية متوسطة دخلت الخدمة في الجيش الأمريكي عام 1942 خلال الحرب العالمية الثانية. تزن الدبابة 35 طناً ومسلحة بمدفع 75 ملم، عيار 40. وكانت لدى هذا المدفع اختراق دروع عرض 3.7 بوصة من مسافة 500 ياردة. تميزت الدبابة شيرمان بدروع قطرها 2.8 بوصة في الأمام و1.6 بوصة في الجوانب و1.4 بوصة في الخلف. وكانت تحمل طاقم مكون من 5 أفراد وكان بها 3 مدافع آلية.

## المقارنة بين شيرمان والدبابات الألمانية
لم تكن الدبابة شيرمان ندا لأي من الدبابات الألمانية التي حاربت ضدها. وينطبق ذلك حتى على الدبابة البانزر-4 ، الأضعف ضمن منافسيها، إلا أنها كان بها مدفع أقوى، ومقارنة بالبانثر والنمر كانت الشيرمان خارج المنافسة. كان لدى البانثر والتايجر دروع أمامية ثخانات 4.8 و4 بوصات على التوالي، ولهذا لم تستطع الشيرمان أن تدمر أي منهم في معركة مواجهة بعضهم البعض، وحتى ضمن المدى القصير. كانت المدافع الألمانية أقوى من مدافع الشيرمان، حيث كان يمكنها بسهولة اختراق دروع الشيرمان الأمامية حتى ضمن مسافات المدى الطويل.
الفرصة الوحيدة التي كانت أمام الشيرمان ضمن البانثر أو التايجر هو القصف في الأجناب أو الخلف، حيث كانت الدروع أقل كثافة. وتطلب ذلك من الشيرمان أن تقبع في الانتظار وقصف الدبابات أثناء الاختباء.

## ميزات شيرمان

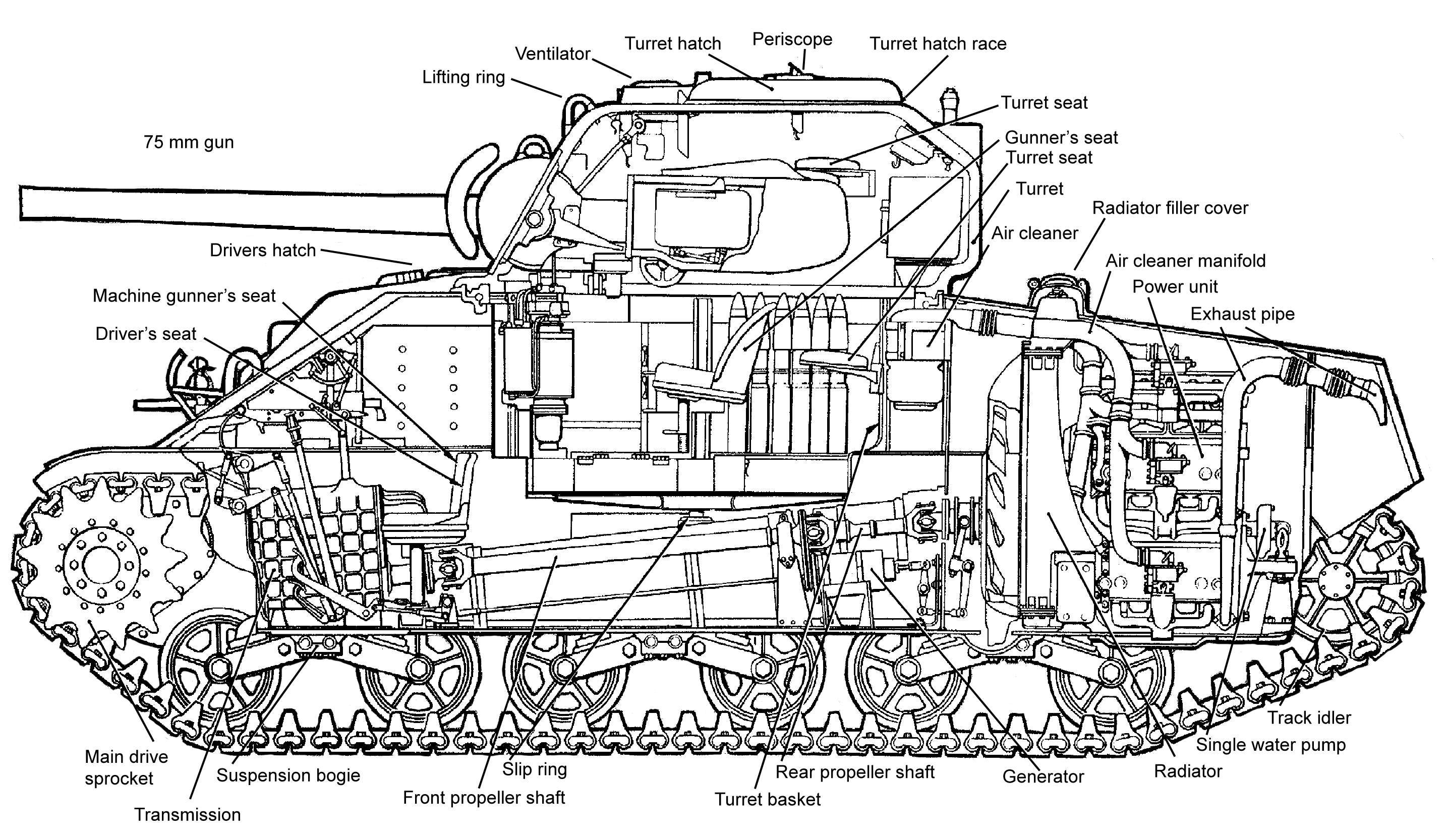
رسم قطعي يظهر التصميم الداخلي للدبابة شيرمان M4A4.

إلا أنه كانت لدى الشيرمان ميزتان أقل وضوحاً : الجدارة بالثقة أو الاعتمادية والبساطة وعدم التعقيد، وقد تكون هاتان الصفتان أقل جاذبية، إلا أنه في أوج المعارك، تكون مشكلة صغيرة مثل تعطل قابض السرعات مشكلة كارثية. تعطل صغير خلال عملية انسحاب قد ينتج عنها فقدان كامل للدبابة. مثل هذه المشاكل كانت نادرة الحدوث في الدبابة شيرمان. وبساطتها جعلت تصنيعها بأعداد كبيرة في غاية السهولة. فقد تم تصنيع 49.000 دبابة خلال الحرب العالمية الثانية، وهو رقم يفوق إنتاج جميع الدبابات في الرايخ الثالث (الجيش الألماني) في فترة الحرب كلها.